# معركة مانيلا (1570)
معركة مانيلا (1570) (Filipino:Labanan bago ang pagsakop ng Kastila sa Maynila ؛ الإسبانية: Batalla de Manila en el 1570) وقعت في مانيلا بين الفلبينيين الأصليين بقيادة الملك سليمان، والإسبان بقيادة مارتن دي جويتي، مايستري دي كامبو، في 24 مايو 1570. انتصرت قوات جويتي وأصبحت مانيلا فيما بعد عاصمة جزر الهند الشرقية الإسبانية.

## الأحداث

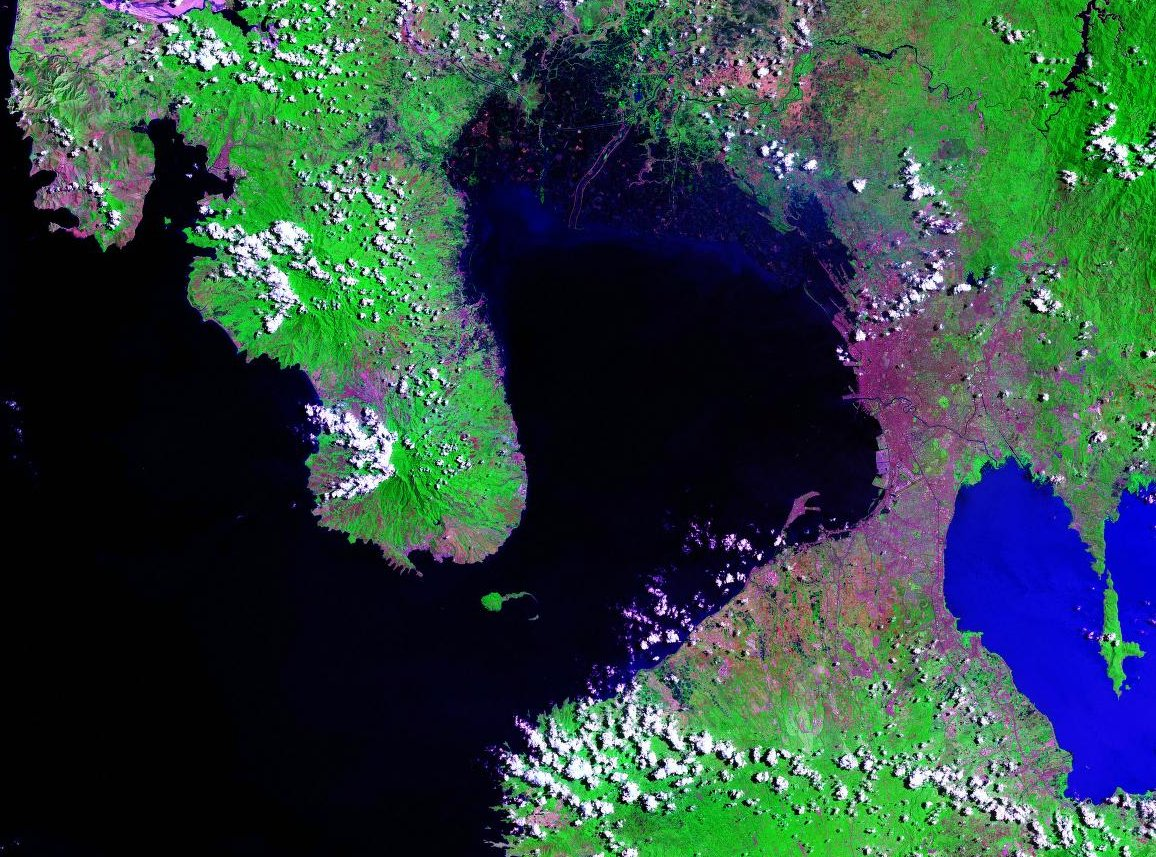
صورة الأقمار الصناعية الحديثة لخليج مانيلا، تُظهر مواقع كافيت ودلتا نهر باسيج، بما في ذلك إنتراموروس، موقع ما كان في السابق مملكة مانيلا.

بحلول أواخر الستينيات من القرن السادس عشر، كان ميغل لوبيز دي ليغازبي الذي غادر المكسيك مع حاشية من الجنود الإسبان والمكسيكيين، يبحث بالفعل عن مكان أكثر ملاءمة لتأسيس العاصمة الاستعمارية الإسبانية، بعد أن وجد سيبو أولاً ثم إلويلو غير مرغوب فيهم بسبب نقص الإمدادات الغذائية وهجمات القراصنة البرتغاليين. كان في سيبو عندما سمع لأول مرة عن مستوطنة محصنة جيدة الإمداد في الشمال، وأرسل رسائل صداقة إلى حاكمها، راجا ماتاندا، الذي خاطبه بـ «ملك لوزون». في عام 1570، وضع ليجازبي مارتن دي جويتي في قيادة رحلة استكشافية شمالًا إلى مانيلا وكلفه بالتفاوض حول إنشاء حصن إسباني هناك.
وصل دي جويتي في مايو 1570، راسيًا في كاويته عند مصب خليج مانيلا. استقبله في البداية حاكم مانيلا راجا ماتاندا، الذي كان، بصفته القائد السابق للقوات البحرية لسلطنة بروناي، قد تعامل بالفعل مع بعثة ماجلان في أواخر عام 1521. لكن المفاوضات انهارت عندما وصل حاكم آخر، راجا سليمان، وبدأ في معاملة الإسبان بطريقة عدوانية، قائلاً إن شعب التاغالوغ لن يخضع للسيادة الإسبانية. تشير تقارير بعثة دي جويتي إلى أن حاكم توندو، لاكاندولا، سعى للمشاركة في هذه المفاوضات في وقت مبكر، لكن دي جويتي تجاهل عن قصد لاكاندولا لأنه أراد التركيز على مانيلا، التي أراد دي ليغازبي استخدامها كمقر لأنها كانت محصنة بالفعل، في حين أن توندو لم تكن كذلك.
بحلول 24 مايو، انهارت المفاوضات، ووفقًا للروايات الإسبانية، أطلقت سفنهم المدافع كإشارة لعودة زوارق الأسبان. وسواء كان هذا الادعاء صحيحًا أم لا، فقد اعتبر حكام مانيلا هذا هجومًا ونتيجة لذلك، أمر سليمان بشن هجوم على القوات الإسبانية التي لا تزال داخل المدينة. كانت المعركة قصيرة جدا. أثبت الغزاة الأسبان مع فوجهم من المحاربين الأصليين المتحولين حديثًا من البيسايا أنهم ساحقون للغاية بالنسبة لقوات مانيلا. انتهت المعركة بإضرام النار في المدينة.
على الرغم من أن الروايات الإسبانية تدعي أن دي جويتي أمر رجاله بإشعال النار،  لا يزال البعض يشك في ذلك. يعتقد بعض المؤرخين أنه من المرجح أن الحريق كان بسبب قيام قوات مانيلا نفسها بتنفيذ انسحاب للأرض المحروقة والذي كان تكتيكًا عسكريًا شائعًا في الأرخبيل الفلبيني في ذلك الوقت.
أعلن دي جويتي النصر، وأعلن عن مانيلا بشكل رمزي كتابعة لإسبانيا، ثم عاد بسرعة إلى ليغازبي لأنه كان يعلم أن قواته البحرية قد فاق عددها. يعتقد الكتاب المعاصرون أن الناجين من قوات مانيلا قد فروا عبر النهر إلى توندو والمدن المجاورة الأخرى.

## ما بعد المعركة
في عام 1571، عاد الإسبان بكامل قوتهم المكونة من 280 إسبانيًا ومكسيكيًا و 600 من الحلفاء الأصليين من باناي، هذه المرة بقيادة دي ليجازبي نفسه. لقد نجحوا في احتلال مانيلا من خلال سحق المقاومة التي شكلها عشرات الآلاف من المليشيات الإسلامية المحلية، وأقاموا مستوطنة هناك. في 19 مايو 1571، أعطى دي ليغاسبي لقب المدينة المستعمرة مانيلا.
رفض زعيم الكابامبانغي حاكم ماكابيبي، عُرف لاحقًا باسم طارق سليمان، الخضوع للإسبان، وبعد فشله في الحصول على دعم ملوك مانيلا (لاكاندولا، ماتاندا) وهاغونوي، بولاكان، قوة هائلة مؤلفة من محاربي الكابامبانغان. في وقت لاحق حارب وخسر في معركة قناة بانغكوساي. عزز الإسبان سيطرتهم على مانيلا وتمكن دي ليجازبي من إنشاء حكومة بلدية لمانيلا في 24 يونيو 1571، والتي أصبحت في النهاية عاصمة مستعمرة جزر الهند الشرقية الإسبانية بأكملها وبعد ذلك عاصمة الفلبين.
كان عدد سكان المدينة الأولي حوالي 250.